# Wilfrid Baumgartner
Pour les articles homonymes, voir Baumgartner.
Wilfrid Baumgartner, né le 21 mai 1902 dans le 7e arrondissement de Paris et mort le 1er juin 1978 dans le même arrondissement, est un haut fonctionnaire et homme politique français.

## Biographie

### Jeunesse et études
Le père de Wilfrid Baumgartner est le docteur Amédée Baumgartner, chirurgien des hôpitaux et président de l'Académie nationale de médecine. Wilfrid Baumgartner a un frère, Richard, polytechnicien. Wilfrid suit ses études secondaires au lycée Buffon. Pendant la Première Guerre mondiale, il est scolarisé au lycée de Poitiers. Il y suit des études littéraires et excelle en grec ancien. 
Une fois le baccalauréat obtenu, il s'inscrit à l'École libre des sciences politiques, dont il obtient le diplôme. Il obtient une licence de lettres et une licence de droit à l'université de Paris. Au cours de sa licence de droit, il suit les cours d'Albert Aftalion.  
Il soutient une thèse de doctorat en droit consacrée au Rentenmark (monnaie de transition allemande, entre 1919 et 1923), réalisée à l'université de Paris sous la direction de Louis Germain-Martin. 
Il est reçu premier, en juillet 1925, au concours d'adjoint à l'Inspection générale des finances.  
Il a épousé en 1930 Christiane Mercier, fille d'Ernest Mercier. Il a eu trois enfants.

### Parcours professionnel
Il est inspecteur des finances en 1925. Il donne des cours de politique monétaire à l'École libre des sciences politiques à partir de 1932. 
Wilfrid Baumgartner se spécialise dans les finances directeur de cabinet de Paul Reynaud, ministre des finances en 1930, et directeur du Trésor de 1935 à 1936. Il devient ensuite président du Crédit national (1936-1949) succédant à Louis Martin, son fondateur (1919-1936). Il est l'un des négociateurs, sous l'autorité de Vincent Auriol, alors ministre des finances, de l'accord monétaire tripartite conclu avec la Grande-Bretagne et les États-Unis.
En 1943, il est déporté le 13 août du camp de Royallieu à Compiègne vers Buchenwald comme « personnalité-otage ». Le 31 août, il est transféré au camp de Füssen-Plansee.
Il revient en France.
En 1946, il préside la conférence internationale de Londres sur la réparation des dommages de guerre.
En 1949, Maurice Petsche le nomme gouverneur de la Banque de France. 
Il refuse une première fois la proposition d'être nommé ministre de l'Economie par Michel Debré, à l'instar de son homologue à la Caisse des dépôts et consignations, François Bloch-Lainé. Il accepte toutefois la proposition quelque temps plus tard, en 1960, pour remplacer Antoine Pinay au poste de ministre des Finances et des Affaires économiques du gouvernement Michel Debré, le 13 janvier 1960. Il le demeure pendant deux ans.
Il est à son tour remplacé par Valéry Giscard d'Estaing, le 18 janvier 1962.
Il est alors appelé à la présidence de l'Alliance française (1961-1978), et devient par ailleurs PDG de Rhône-Poulenc (1963-1973).
Il est membre du Conseil économique et social (1969-1974) et de l'Académie des sciences morales et politiques (1965-1978). Il en sera le président en 1975. Son épouse est décédée en 1980.
Il a été membre du comité de direction du groupe Bilderberg. C'était un ami intime de Henri Sacquet[source insuffisante], président de la Fédération internationale des rédacteurs en chef.

## Ses publications
- Le Rentenmark (15 octobre 1923 - 11 octobre 1924), Les Presses universitaires de France, 1925, 177 pages.
- Finances publiques : le budget de l’État, avec Henri Deroy, Centre de documentation universitaire, 1944
- Les Ressources publiques, avec Henri Deroy, Centre de documentation universitaire, 1945, 156 pages
- Politique financière, Centre de documentation universitaire, 1946, 164 pages
- Finances publiques, Les Cours de droit, 1948, 310 pages
- Distribution et contrôle du crédit, Paris, A. Colin, 1951, 177 pages
- Petite encyclopédie économique : réalisations du génie français dans le monde, Centre d'expansion française, 1958, 260 pages

## Décorations
- Grand-croix de la Légion d'honneur Il reçoit la grand-croix de la Légion d'honneur le 21 octobre 1953[10]